# ستاره فروزان (فیلم)
ستاره فروزان (انگلیسی: Bright Star) فیلمی در ژانر زندگینامه‌ای، رمانتیک و درام به کارگردانی جین کمپیون است که در سال ۲۰۰۹ منتشر شد. داستان فیلم شرح حال زندگی شاعر معروف سبک رمانتیسم، جان کیتس می‌باشد.

## بازیگران
- بن ویشاو
- ابی کورنیش
- پل اشنایدر
- کری فاکس
- توماس سنگستر
- راجر اشتون-گریفیتس
- آماندا هل
- ساموئل روکین